# Avenida Almafuerte (Paraná)
La Avenida Almafuerte es una importante arteria de la ciudad de Paraná, Entre Ríos, Argentina, tiene doble sentido a partir de su intersección con las calles 3 de Febrero y División de los Andes y sentido este-oeste entre su intersección con las arterias anteriores y la Avenida Francisco Ramírez. Arranca como continuación de la calle Dean J. Álvarez sentido oeste-este, haciendo un giro de 30° en la zona de la UTN, en barrio Predolini, y luego un giro de 45° en su intersección con calle Alejandro Carbó, a partir de allí corre en línea recta, hasta el puente del Arroyo Las Tunas, dónde termina el territorio de la ciudad de Paraná y comienza la continuación de la Ruta Nacional 12, en las localidades de San Benito y Colonia Avellaneda. 
La avenida Almafuerte, posee dos carriles -uno para cada mano- con separadores entre la intersección con las calles 3 de Febrero y División de los Andes hasta su intersección con las calles Jorge L. Borges y Dr. Pedro E. Martínez, antes los separdores llegaban solo hasta la altura del puente de la Avenida Circunvalación José Hernández, luego a partir del año 2017 culminada la obra de ensanchamiento desde circunvalación hasta el arroyo las tunas se extendió el separador hasta la intersección dónde actualmente llega y luego los límites entre ambos sentidos están separados por líneas amarillas.

## Cruces importantes
- 5 Esquinas (0)
- 3 de Febrero/División de los Andes (400)
- Ayacucho/Gral. José G. Artigas (800)
- José Rondeau/Juan Garrigó (1200)
- Av. Blas Parera/Av. Pedro Zanni (1700)
- Gdor. Faustino Parera (2100)
- Gdor. López Jordán/Gdor. Enrique Mihura (2500)
- Salvador Caputto (3000)
- Juan Morath/Sold. Héctor Bordón (3500)
- Jorge L. Borges/Dr. Pedro E. Martínez (3900)
- Pedro Londero/Antonio Bonell (4200)
- Av. Gdor. Maya/Antonio Salellas (4600)
- Cabo I. Tarnowsky/Ubach y Roca (5000)
- Walter Grand/Juan B. Mihura (5400)
- Arroyo Las Tunas (5800)

## Transporte
- Líneas de colectivos urbanos/metropolitanos:

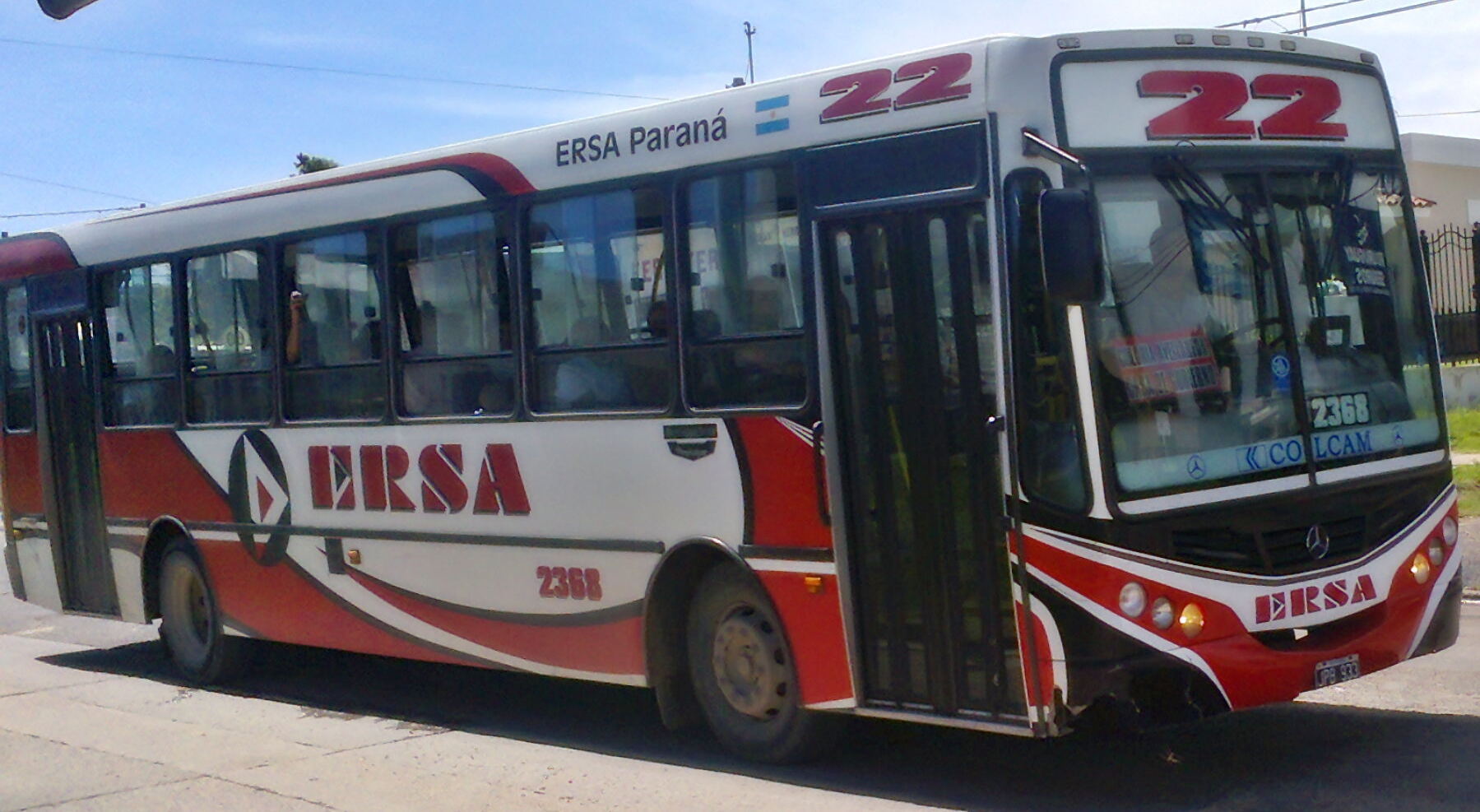
Unidad de la Línea 22 Roja pasando por su intersección con Calle Dr. Pedro E. Martínez.

- - 1: Desde 3 de Febrero hasta Av. Ramírez (IDA)
  - 4: Desde Av. Pedro Zanni hasta Av. Ramírez (IDA) y desde Dean J. Álvarez hasta Av. Pedro Zanni (VUELTA)[2]
  - 5: Desde 3 de Febrero hasta Av. Ramírez (IDA)
  - 22: Tanto en IDA como en VUELTA recorre toda su extensión.[3]
  - 23: Desde Av. Gdor. Maya hasta Av. Ramírez (IDA) y desde Dean J. Álvarez hasta Av. Antonio Salellas (VUELTA)
  - 24: Desde Av. Pedro Zanni hasta Av. Ramírez (IDA) y desde 3 de Febrero hasta Av. Pedro Zanni (VUELTA)

- Colectivos interurbanos/larga distancia:

Se tienen en cuenta los que tienen parada sobre la arteria, y no los que pasan sin parar.
- - Jovi Bus: Paraná - Gualeguaychú y viceversa.
  - Fluviales: Paraná - Viale - María Grande y viceversa.
  - Libertador: Paraná - Crespo y viceversa.
  - Libertador: Paraná - Libertador San Martín-Puiggari y viceversa.
  - Ciudad de Crespo: Paraná - Crespo y viceversa.
  - Expreso Villa Urquiza: Paraná - Villa Urquiza y viceversa.
  - San Vicente: Paraná - María Grande y viceversa.
  - San Vicente: Paraná - Federal y viceversa.
  - San José/Rápido Tata: Paraná - Villaguay y viceversa.

- Trenes:
  - La línea Paraná-Colonia Avellaneda y viceversa, del tren urbano de la ciudad de Paraná, pasa sobre Av. Almafuerte mediante un popular puente conocido como el "Puente de Hierro" ubicado en Av. Almafuerte entre Francisco Venturini y Salvador Allende.

- Datos: Q16301595